# Youna Marette
Youna Marette, née à Bruxelles en 2002, est une militante belge pour le climat. Elle porte le mouvement Youth for Climate dans la capitale belge. Elle est aussi militante antiraciste et féministe.

## Biographie
D'origine belgo-sénégalaise, elle naît à Bruxelles en 2002 dans une famille peu militante. De par son métissage, elle est confrontée très jeune aux injustices sociales. La réalité de sa famille maternelle, d'origine sénégalaise, la sensibilise aux questions de développement agricole pour lesquelles elle se passionne très jeune. Elle prend conscience de la surconsommation dans le mode de vie belge par comparaison avec les conditions de vie au Sénégal et combien ces injustices sociales sont liées aux injustices climatiques.
À partir de 14 ans, elle s'engage contre les inégalités Nord-Sud en devenant membre de de l'ONG Défi Belgique Afrique pour laquelle elle forme elle-même un groupe de 40 jeunes à l'éducation à la citoyenneté mondiale et solidaire. Elle est marquée par le film Demain et par la lecture du rapport du GiEC. 

## Militantisme
Dès 2018, elle appartient au groupe Génération Climat, une page Facebook qui représente le pendant francophone du mouvement Youth for Climate, lancé fin décembre 2017 en Flandre par deux autres lycéennes : Anuna De Wever et Kyra Gantois. Inspirée par Greta Thunberg, elle prend contact avec les deux jeunes Flamandes. Avec quelques amis, elle crée un événement sur Facebook pour inviter les jeunes francophones à suivre le mouvement.
Elle est ainsi à l'initiative des premières grèves estudiantines. Elle participe aux marches pour le climat et coordonne les grèves hebdomadaires des étudiants qui visent à mobiliser la classe politique sur la question du réchauffement climatique. Elle s'exprime à ce sujet dans plusieurs médias nationaux et internationaux
En février 2019, elle est invitée par Anne Hidalgo, la maire de Paris à une conférence sur le climat. Elle rencontre le Dalaï Lama lors d'un séminaire spirituel.
En 2020, elle est membre d'un collectif de 20 citoyens qui appelle le gouvernement d'Alexander De Croo à améliorer la lutte contre l'urgence écologique : ils suggèrent de mettre en place un parlement citoyen composés de 101 membres tirés au sort afin de proposer de nouvelles mesures pour l'écologie.
En 2022, elle est la porte parole de l'opération "Code Rouge", collectif d’une vingtaine d’associations actives dans la défense de l’environnement et dans les luttes sociales qui a pour but le blocage de plusieurs sites TotalEnergie.

## Personnalité et engagement
Selon elle, l'accès à l'information est le meilleur incitant pour s'engager : « Pour moi c'est évident de me battre », dit-elle. « J'ai eu la chance d'avoir accès à un grand nombre de documents qui font que je connais l'état de notre monde et dans quel état il sera dans 10 ans ».
Elle ne mâche pas ses mots face aux discours politiques qu'elle trouve trop peu engagés concrètement : « Mon discours n'est pas de dire ce qu'il faut faire, mais de demander aux politiques et aux industriels d'agir. Prenez vos responsabilités et agissez au lieu de parler ! »